# La morte può attendere
La morte può attendere (Die Another Day) è un film del 2002 diretto da Lee Tamahori, con Pierce Brosnan, Halle Berry, Rosamund Pike e Madonna.
È il quarto e ultimo film di James Bond in cui Pierce Brosnan interpreta il ruolo dell'agente 007.

## Trama
James Bond è in missione nella Corea del Nord per fermare un traffico di armi e diamanti guidato dal colonnello Tan-Sun Moon, figlio del generale Moon. Dopo essere stato smascherato, scoppia uno scontro a fuoco in cui Tan-Sun apparentemente muore, ma prima di poter scappare Bond viene catturato dal generale e quindi imprigionato.
Passato oltre un anno di tortura e detenzione viene liberato, ma viene immediatamente sospeso dal servizio in quanto i suoi superiori ritengono che egli sia stato indotto, mediante torture o droghe, a rivelare notizie riservate al nemico. Dopo essere riuscito ad evadere, passa da Hong Kong a Cuba e poi a Londra alla ricerca della persona che lo ha tradito in Corea del Nord.
Bond incontra sulla sua strada l'agente della NSA Jinx e la collega Miranda Frost, usata in copertura come assistente dell'eccentrico milionario Gustav Graves (sotto la cui identità si cela in realtà Tan-Sun Moon, che si era sottoposto a un intervento di chirurgia plastica per cambiare radicalmente il suo aspetto).
L'azione si sposta in Islanda in un palazzo di ghiaccio fatto costruire da Graves per la presentazione di Icarus, uno specchio parabolico orbitante in grado di scaldare intere aree a qualsiasi latitudine, ma anche di colpire con effetti devastanti concentrando l'energia solare in un pericoloso raggio. Il piano di Graves è quello di annientare tramite Icarus le difese della Corea del Sud per permettere alle truppe nordcoreane di invaderla.
La resa dei conti avviene su un aereo in volo verso la Corea del Nord sul quale Jinx uccide Miranda Frost (rivelatasi una doppiogiochista al servizio di Graves, nonché colei che aveva tradito ed incastrato Bond facendolo catturare in Corea) e Bond elimina Graves/Tan-Sun Moon facendolo risucchiare dalle turbine dell'aereo. I due agenti segreti, infine, si salvano utilizzando un elicottero trovato nella stiva dell'aereo, ormai in fiamme, portando via con sé un carico dei diamanti da contrabbando di Graves.

## Produzione

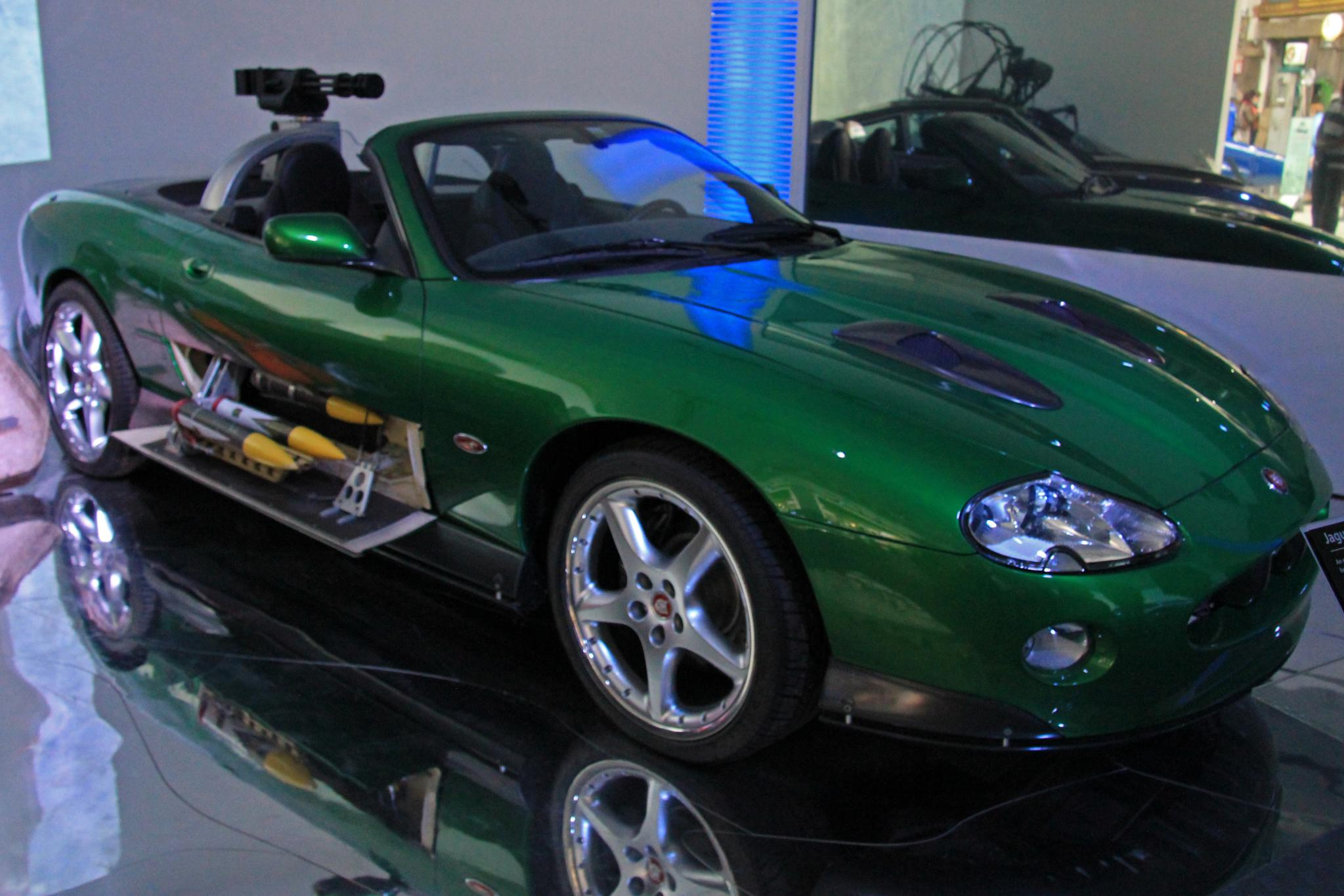
L'auto usata da Zao nel film

Il film esce a 40 anni dal primo film di James Bond, Agente 007 - Licenza di uccidere del 1962 (allora il ruolo dell'agente segreto era interpretato da Sean Connery).
La sequenza di apertura in cui Bond arriva via mare su una tavola da surf è anche la prima in assoluto ad essere girata, approfittando del clima favorevole delle Hawaii dopo il Natale del 2001, con una squadra di surfisti del campione Laird Hamilton.
La scena in cui Bond-Brosnan osserva Jinx-Berry che sta uscendo dal mare è un omaggio alla scena simile di Agente 007 - Licenza di uccidere interpretata da Sean Connery e Ursula Andress.
Per la prima volta Miss Moneypenny riesce a baciare Bond, anche se solo in realtà virtuale. Nella scena di Q sono presenti alcuni gadget storici della serie come lo zaino a reattore di Agente 007 - Thunderball (Operazione tuono), la scarpa con la punta avvelenata di Rosa Klebb da Agente 007 - Dalla Russia con amore, L'Acrostar e il finto coccodrillo usati entrambi in Octopussy - Operazione piovra.
Bond continua ad usare come arma la Walther P99 e come auto ritorna alla Aston Martin (mod. Vanquish). La perdita della licenza di uccidere e della sigla doppio 0 di James Bond ricorda il film della serie 007 - Vendetta privata del 1989 interpretato da Timothy Dalton.
Nel film Bond sfoglia il libro di ornitologia Birds of the West Indies, scritto dall'omonimo ornitologo James Bond, a cui Ian Fleming si ispirò per dare un nome al suo famoso personaggio. Nel romanzo Licenza di uccidere, Bond si fingeva un ornitologo venuto a Crab Key per studiare gli uccelli.

### Cast
Il personaggio di Q (al secolo il maggiore Boothroyd) in questo film non è impersonato dallo storico interprete Desmond Llewelyn, deceduto in un incidente stradale nel 1999. In questo capitolo il ruolo di Q (al secolo il maggiore Mustard) è ricoperto da John Cleese che aveva già esordito nella serie nel film Il mondo non basta (1999) nei panni di R, assistente di Q.

#### Apparizioni
Madonna, interprete del tema principale della colonna sonora Die Another Day, appare anche in un cameo in cui fa la parte della maestra d'armi Verity al circolo di scherma dove Bond si reca per indagare su Graves.
La hostess che serve da bere a Bond sull'aereo con cui torna a Londra è Deborah Moore, figlia di Roger Moore.

## Colonna sonora
La principale canzone della colonna sonora, composta da David Arnold, erede di John Barry, è Die Another Day interpretata da Madonna, la quale da tempo si contendeva con Robbie Williams la partecipazione a un film su James Bond, del quale sono entrambi grandi fan. Williams parteciperà l'anno successivo alla colonna sonora del film parodia Johnny English.

## Distribuzione
Il film è stato distribuito nelle sale britanniche il 20 novembre 2002, mentre in quelle americane il 22 novembre 2002. In Italia la pellicola è stata distribuita il 28 febbraio 2003.

## Riconoscimenti
- 2003 - Golden Globe
  - Nomination Migliore canzone originale (Die Another Day) a Madonna e Mirwais Ahmadzaï
- 2003 - Saturn Award
  - Nomination Miglior film d'azione/di avventura/thriller
  - Nomination Miglior attore a Pierce Brosnan
  - Nomination Miglior attore non protagonista a Toby Stephens
  - Nomination Miglior attrice non protagonista a Halle Berry
- 2003 - Satellite Award
  - Nomination Miglior canzone originale (Die Another Day) a Madonna e Mirwais Ahmadzaï
- 2003 - Empire Award
  - Miglior debutto a Rosamund Pike
  - Nomination Miglior film
  - Nomination Miglior attrice a Halle Berry
  - Nomination Miglior scena (La lotta con le spade)
- 2003 - MTV Movie Award
  - Nomination Miglior performance femminile a Halle Berry
  - Nomination Miglior performance rivelazione transatlantica a Rosamund Pike
- 2002 - Razzie Award
  - Peggior attrice non protagonista a Madonna
  - Nomination Peggior canzone originale (Die Another Day) a Madonna e Mirwais Ahmadzaï